# Fattoria di Peruzzo
La Fattoria di Peruzzo, nel territorio comunale di Roccastrada (GR), si trova a nord della Pieve di Caminino e della Cappella di San Feriolo.
La fattoria costituisce il fulcro dell'antica Tenuta di Peruzzo che venne acquistata dalla famiglia Marrucchi nella seconda metà dell'Ottocento assieme al vicino borgo di Caminino. Agli inizi del Novecento, in una casa colonica all'interno della tenuta, trovò la morte il brigante Antonio Magrini detto "Basilocco". Il brigante si spostava in varie zone della Maremma a chiedere cibo ed ospitalità ma, una volta giunto nella tenuta, venne individuato dai carabinieri che lo uccisero dopo una sua reazione a un tentativo di arresto.
Attualmente la Fattoria di Peruzzo presenta un edificio principale attorno al quale si trovano alcuni fabbricati rurali: tutte le strutture presentano strutture murarie in pietra secondo lo stile delle coloniche toscane.